# Drache (Schiff, 1930)
Die Drache war ein U-Boot-Begleit- und Wasserflugzeugmutterschiff, das ursprünglich als Zmaj von der Königlich Jugoslawischen Marine eingesetzt wurde. Das Schiff wurde im April 1941 bei der deutschen Invasion Jugoslawiens erbeutet und dann in der Kriegsmarine unter dem Namen Drache genutzt.

## Jugoslawischer TenderZmaj
Das Schiff wurde 1928/29 auf der Deutschen Werft in Hamburg für die jugoslawische Marine gebaut. Es lief am 22. Juni 1929 vom Stapel und wurde 1930 in Dienst gestellt. Bei 76,5 m Länge, 13,7 m Breite und 3,60 m Tiefgang verdrängte es 1870 Tonnen. Der Antrieb bestand aus zwei Dieselmotoren mit zusammen 3260 PSe; die Höchstgeschwindigkeit betrug 15 Knoten. Das Schiff war zur Flugabwehr mit zwei tschechoslowakischen 8,35-cm-Geschützen in Einzellafette und zwei 4-cm-Geschütze in Doppellafette bewaffnet. Es hatte einem Kran mit einer Tragfähigkeit von 6,5 Tonnen. Ein Wasserflugzeug konnte entweder zerlegt im Hangar oder an Deck mitgeführt werden. 1936 wurde das dem Schiff zugeteilte Flugzeug von Bord gegeben und die Zmaj 1937 zum Minenleger umgebaut.
Das Schiff war eine der größten Einheiten der jugoslawischen Marine und war bei der U-Boot-Flottille in Šibenik stationiert. Außer als Begleit- und Flugzeugmutterschiff wurde das Schiff auch für andere Aufgaben eingesetzt.

## Luftwaffen- und KriegsmarineschiffDrache
Die Zmaj fiel am 17. April 1941 in Split in deutsche Hände und wurde unter dem neuen Namen Drache zunächst von der Luftwaffe als Hilfs-Flugzeugrettungsschiff und dann als Truppentransporter genutzt. Nach einem Umbau im Jahr 1942 war die Drache mit zwei 8,8-cm-, fünf 3,7-cm- sowie dreizehn 2,0-cm-Geschützen bewaffnet und wurde ab November 1942 von der Kriegsmarine als Minenschiff bei der 21. U-Jagdflottille in Piräus im besetzten Griechenland eingesetzt. Von November 1942 bis Februar 1943 war die Drache zwecks Erprobung im Fronteinsatz mit einem Hubschrauber Flettner Fl 282 ausgerüstet. Dies gilt als der erste Kriegseinsatz von Bordhubschraubern der Marineflieger.
In den Abendstunden des 5. Mai 1943 führte die Drache, eingesetzt zur Sicherung des Transporters Alba Julia, südlich von Skyros ein kurzes Artilleriegefecht mit dem britischen U-Boot Parthian. Das deutsche Schiff erlitt dabei Beschädigungen durch Geschützfeuer – wobei es an Bord vier Gefallene und 14 Verwundete gab –, doch musste das britische U-Boot letztlich vor dem stärker bewaffneten Gegner abtauchen. Die Drache verfolgte die Parthian danach rund eineinhalb Stunden lang mit Wasserbomben, welche das britische U-Boot aber nur leicht beschädigten.
Zwischen den griechischen Inseln Dounous und Ikaria patrouillierte im Oktober 1943 die Trooper als sie von einer deutschen Mine in drei Teile zerrissen wurde und sank. Die fünf Minenfelder hatte die Drache dort angelegt. Nördlich von Dounous in 253 Metern Tiefe entdeckten Experten 2024 das englische U-Boot-Wrack. Aufnahmen von Tauch-Robotern zeigen, dass das 84 Meter lange U-Boot in drei Teile zerbrochen ist. „Die Explosion der 350 Kilogramm Sprengstoff riss das U-Boot in Stücke und ließ es sofort untergehen“, so die Forscher. Ende September 1943 war das U-Boot mit 64 Besatzungsmitgliedern in die Ägäis beordert worden, wo ein Angriff der deutschen Kriegsmarine auf die Insel Leros erwartet wurde.
Am 22. September 1944 wurde die Drache im Hafen von Vathy auf der Insel Samos (Griechenland) bei einem alliierten Luftangriff durch Fliegerbomben getroffen. Das Schiff versank zwei Stunden später nach schweren Explosionen. Elf Besatzungsmitglieder verloren dabei ihr Leben, darunter der Kommandant des Schiffes, Korvettenkapitän d. R. Joachim Wünning.